# المنقذون في أستراليا
المنقذون أسفل تحت (بالإنجليزية: The Rescuers Down Under)‏ هو فيلم مغامرة تم إنتاجه في الولايات المتحدة وصدر في سنة 1990. الفيلم من إخراج مايك غابرييل من بطولة بوب نيوهارت وجورج سي سكوت.

## الميزانية والإيرادات
حقق أرباحا تقدر بـ 27.9 مليون دولار.

## وصلات خارجية
- المنقذون في أستراليا على موقع IMDb (الإنجليزية)
- المنقذون في أستراليا على موقع ميتاكريتيك (الإنجليزية)
- المنقذون في أستراليا على موقع روتن توميتوز (الإنجليزية)
- المنقذون في أستراليا على موقع نتفليكس (الإنجليزية)
- المنقذون في أستراليا على موقع ألو سيني (الفرنسية)
- المنقذون في أستراليا على موقع Turner Classic Movies (الإنجليزية)
- المنقذون في أستراليا على موقع أول موفي (الإنجليزية)
- المنقذون في أستراليا على موقع بوكس أوفيس موجو (الإنجليزية)
- المنقذون في أستراليا على موقع فيلمافينيتي (الإسبانية)
- المنقذون في أستراليا على موقع قاعدة بيانات الأفلام السويدية (السويدية)